# Cricket in Österreich
Cricket ist in Österreich eine Randsportart. In den letzten Jahren ist ein Aufwärtstrend zu beobachten, was die Bekanntheit und Beliebtheit des Sports betrifft. Es gibt eine professionell organisierte Liga und der österreichische Cricketverband ist seit 1992 ein anerkanntes Mitglied (affiliate member) des Internationalen Cricket Council.

## Geschichte
Die ersten dokumentierten Cricketspiele in Wien fanden in den 1890er Jahren statt. Während der Besetzung Österreichs nach dem Zweiten Weltkrieg wurde Cricket vor allem von Soldaten der Alliierten gespielt. Als Breitensport hat sich Cricket in Österreich, so wie auch im übrigen Kontinentaleuropa, nicht etablieren können. Auch heute noch stammt die Mehrheit der aktiven Spieler in Österreich ursprünglich aus „traditionellen“ Cricketnationen wie Australien, England, Indien öder Pakistan.

## Österreichischer Cricketverband
Der Österreichische Cricketverband (Engl.: Austrian Cricket Association) ist der nationale Dachverband des Cricket-Sports in Österreich. Er wurde 1981 von Kerry Tattersall (Marketing-Direktor der Münze Österreich), einem in Wien lebenden Australier als Austrian Cricketers Association gegründet.
Der Verband ist für die Austragung der nationalen Liga, der ACA Open League verantwortlich. Die Spiele der Open League werden als 50-Over Matches ausgetragen, also so wie One-Day Internationals. Außerdem gab es bis 2007 die ACA Trophy, ein KO-Turnier mit 40-Over Matches. Dieses wurde ab dem darauffolgenden Jahr durch das ACA Twenty20 Tournament ersetzt.
Der Vorstand des Österreichischen Cricketverbandes wird alle zwei Jahre neu gewählt und bestand ursprünglich aus drei ehrenamtlichen Mitgliedern. Mit Jänner 2013 wurde er auf fünf Mitglieder erweitert.

### Derzeitiger Vorstand
| Name                          | Position                       |
| ----------------------------- | ------------------------------ |
| Mohammad Bilal Zalmai         | Vorstandsvorsitzender / Obmann |
| Lakhvir Hira                  | Generalsekretär                |
| Mehar Partap Singh Cheema MSc | Finanzen                       |
| Sivakrishna Donepudi          | Turniere                       |
| Aravindan Ganeshan            | Entwicklung                    |
| Pawan Kohli                   | Generalsekretär Region Süd     |
| Smrithi Kohli                 | Frauencricket Manager          |

### Liste der Vorstandsvorsitzenden der Austrian Cricket Association
| Von         | Bis         | Vorstandsvorsitzender |
| ----------- | ----------- | --------------------- |
| 1996        | März 2005   | Andrew Simpson-Parker |
| März 2005   | April 2008  | Michael Bailey        |
| Mai 2008    | Juni 2009   | Marcel Biersteker     |
| Juni 2009   | Jänner 2013 | Naresh Laddha         |
| Jänner 2013 | März 2014   | Hammad Hassan         |
| März 2014   | März 2024   | Muhammad Ashfaq       |

## Vereine
Derzeit sind 15 Cricketvereine aus fünf Bundesländern in Österreich registriert, die meisten davon aus Wien. Die übrigen Vereine sind aus Attnang-Puchheim, Graz, Salzburg und Velden. Darüber hinaus nimmt auch ein Verein aus Slowenien an der ACA Open League teil.

### Aktuelle Liste der Vereine
| Verein                                                  | Kürzel   | Stadt                 | Logo |
| ------------------------------------------------------- | -------- | --------------------- | ---- |
| Afghan Steiermark Cricket Club                          | ASCC     | Graz                  |      |
| Attnang-Puchheim Cricket Club                           | APCC     | Attnang-Puchheim      |      |
| Austria Cricket Club Wien                               | ACC Wien | Wien                  |      |
| Austrian Cricket Tigers (ehemals Pakistan Cricket Wien) | ACT      | Wien                  |      |
| Bangladesh Cricket Club Austria                         | BCCA     | Wien                  |      |
| Cricket Club Velden 91                                  | CCV91    | Velden                |      |
| Cricketer Cricket Club                                  | CCC      | Wien                  |      |
| Graz Cricket Club                                       | GCC      | Graz                  |      |
| Lords Cricket Club                                      | LCC      | Wien                  |      |
| Ljubljana Cricket Club                                  | LJCC     | Ljubljana (Slowenien) |      |
| Pakistan Cricket Club                                   | PCC      | Wien                  |      |
| Pakistan Falken Cricket Club                            | PFCC     | Wien                  |      |
| Salzburg Cricket Club                                   | SCC      | Salzburg              |      |
| Sri Lankan Cricket Club                                 | SLCC     | Wien                  |      |
| Sub-Continent Cricket Club                              | SCCG     | Graz                  |      |
| United Nations Cricket Club                             | UNCC     | Wien                  |      |
| Vienna Cricket Club                                     | VCC      | Wien                  |      |
| Vienna Lions Cricket Club                               | VLCC     | Wien                  |      |
| Vorarlberg Cricket Club                                 | VCC      |                       |      |

### Ehemalige Vereine in der ACA Open League
- ASKÖ CC Steyr (ASCC)
- Five Continents Cricket Club (FCCC)
- Linz Cricket Club (LZCC)
- Pakistan United Cricket Club (PUCC)
- Sri Lankan Sports Club (SLSC)
- St Pölten Cricket Club (SPCC)
- Zagreb Cricket Club (ZCC)

## Turniere

### ACA Open League
Die ACA Open League ist eine Single Innings 50-Over Cricket-Liga in Österreich. Im Jahr 2006 wurde sie in zwei parallele Conferences aufgeteilt, die Austrian Conference und die National Conference, um mehr Mannschaften die Teilnahme zu ermöglichen. Die ersten drei Teams je Conference qualifizierten sich für die Super Sixes. Die besten zwei Teams aus den Super Sixes spielten dann im Finale gegeneinander. Teams die sich nicht für die Super Sixes qualifizieren konnten, spielten in lokalen Trostpreis-Turnieren, den sogenannten plate competitions weiter: Viennese Plate (für die Wiener Vereine) und Southern Plate (für alle anderen).
Im Jahr 2009 musste das Turnier als 35-Over Turnier ausgetragen werden, weil es aufgrund der Unverfügbarkeit des Cricketplatzes in der Markomannenstraße (Wien), Probleme mit der zeitlichen Planung der Liga gab. Im Jahr davor führten logistische Probleme dazu, dass das parallele Conference System abgewandelt wurde. Es wurde eine regionalisierte Struktur eingeführt, eine Wiener Gruppe und eine Nicht-Wiener Gruppe. Für die KO-Phase qualifizierten sich dann die besten 6 Wiener Mannschaften und die besten 2 Nicht-Wiener.
Der erste Sieger der Open League seit der Aufteilung in Conferences war der Vienna Lions CC, nachdem im Finale der Five Continents CC besiegt wurde. Dieses Spiel fand im September 2006 in Seebarn statt. Der United Nations CC gewann bei dieser ersten Open League im aktuellen Format die Viennese Plate und der CC Velden '91 die Southern Plate.

#### ACA Open-League-Sieger and -Finalisten 1991–2012
| Jahr | Open-League-Sieger    | Open-League-Finalist |
| ---- | --------------------- | -------------------- |
| 1991 | Concordia CC          | Vienna CC            |
| 1992 | Vienna CC             | Concordia CC         |
| 1993 | Concordia CC          | Vienna CC            |
| 1994 | Pakistan CC           | Vienna CC            |
| 1995 | Pakistan CC           | Vienna CC            |
| 1996 | Concordia CC          | Pakistan CC          |
| 1997 | Lords CC              |                      |
| 1998 | Lords CC              |                      |
| 1999 | Lords CC              |                      |
| 2000 | Lords CC              | United Nations CC    |
| 2001 | Concordia CC          | Pakistan Falken CC   |
| 2002 | Pakistan Falken CC    | Pakistan CC          |
| 2003 | Concordia CC          | Five Continents CC   |
| 2004 | Vienna CC             | Austria CC Wien      |
| 2005 | Austria CC Wien       | Pakistan CC          |
| 2006 | Vienna Lions CC       | Five Continents CC   |
| 2007 | Pakistan CC           | Salzburg CC          |
| 2008 | Pakistan CC           | Austria CC Wien      |
| 2009 | Pakistan CC           | Vienna CC            |
| 2010 | Pakistan CC           | Lords CC             |
| 2011 | Pakistan Cricket Wien | Vienna CC            |
| 2012 | Austria CC Wien       | Vienna Lions CC      |
| 2013 | tbc                   | tbc                  |
| 2014 | Austria CC Wien       | Vienna CC            |
| 2015 | Vienna CC             | Pakistan CC          |

Open League Siege:
8: Concordia CC/Austria CC Wien

6: Pakistan CC

4: Lords CC

3: Vienna CC

1: Pakistan Falken CC, Vienna Lions CC, Pakistan Cricket Wien

### ACA Trophy
Die ACA Trophy war ein KO-Turnier mit 40-Over Matches. Dieses wurde 2008 durch das ACA Twenty20 Tournament ersetzt. Der letzte Sieger in der ACA Trophy (Nord) war der Pakistan CC, nachdem im Finale des letzten Turniers (2007) der Titelverteidiger Vienna Lions CC in Seebarn besiegt wurde.
Die ACA Trophy (Süd) wurde seit der Regionalisierung im Jahr 2002 durchgehend vom Salzburg CC gewonnen, wurde aber nicht jedes Jahr ausgetragen.

#### ACA Trophy Sieger und Finalisten 2000–2007
| Jahr | Sieger      | Finalist    |
| ---- | ----------- | ----------- |
| 2000 | Vienna CC   | Pakistan CC |
| 2001 | Pakistan CC | Vienna CC   |

| Jahr | Sieger (Nord)   | Sieger (Süd) | Finalist (Nord)    | Finalist (Süd) |
| ---- | --------------- | ------------ | ------------------ | -------------- |
| 2002 | Lords CC        | Salzburg CC  | Five Continents CC | Ljubljana CC   |
| 2003 | Pakistan CC     | Salzburg CC  | Concordia CC       | Ljubljana CC   |
| 2004 | Austria CC Wien | ruhend       | Sri Lankan CC      | ruhend         |
| 2005 | Austria CC Wien | Salzburg CC  | Lords CC           | Graz CC        |
| 2006 | Vienna Lions CC |              |                    |                |
| 2007 | Pakistan CC     |              | Vienna Lions CC    |                |

### ACA Twenty20 Tournament
Das ACA Twenty20 Tournament wurde im Jahr 2008 als Nachfolger der ACA Trophy eingeführt. Pakistan CC gewann das erste Turnier durch einen Sieg gegen Pakistan Falken CC im Finale 2008. 2009 besiegte der United Nations CC Titelverteidiger im Finale des zweiten Twenty20 Turniers. Ab 2011 wurde das Turnier in zwei Gruppen aufgeteilt um dem erhöhten Interesse Rechnung zu Tragen. So wie in der ACA Open League wurden auch hier plate competitions für ausgeschiedene Teams eingeführt.

#### ACA Twenty20 Sieger 2008–2015
| Jahr | Sieger               | Finalist                | Plate Sieger      | Plate Finalist | Teilnehmende Mannschaften |
| ---- | -------------------- | ----------------------- | ----------------- | -------------- | ------------------------- |
| 2008 | Pakistan CC          | Pakistan Falken CC      |                   |                | 5                         |
| 2009 | United Nations CC    | Pakistan CC             |                   |                | 6                         |
| 2010 | Pakistan CC          | Pakistan Falken CC      |                   |                | 7                         |
| 2011 | Vienna Lions CC      | Pakistan CC             | United Nations CC | Vienna CC      | 12                        |
| 2012 |                      |                         |                   |                | xx                        |
| 2013 | Pakistan Falken CC   | Salzburg CC             |                   |                | xx                        |
| 2014 | Afghan Steiermark CC | Austrian Cricket Tigers |                   |                | 12                        |
| 2015 | Cricketer CC         | Pakistan CC             |                   |                | 13                        |

## Österreichische Cricket-Nationalmannschaft
Die österreichische Nationalmannschaft setzt sich aus Spielern zusammen, die die entsprechenden Kriterien des International Cricket Council erfüllen und österreichische Staatsbürger sind. Das erste Spiel des Nationalteams fand im Jahr 1990 in Guernsey statt, wonach es bis 2003 regelmäßig internationale Spiele austrug. Im Jahr 2006 wurde die Nationalmannschaft wiederbelebt und man trug zwei Spiele gegen Tschechien aus.
Österreich wird derzeit auf Platz 11 im Europa-Ranking geführt.

### European Championship

#### 2009
2009 spielte Österreich in der European Championships Division 4 (ICC Europe). Nach Siegen gegen Luxemburg, Zypern, Slowenien und Finnland, sowie einer Niederlage gegen die Schweiz schloss man diese am dritten Platz ab.

#### 2011
2011 reduzierte ICC Europe die Europa-Gruppe von sechs Divisionen auf drei und reihte Österreich in die European Championships Division 2 ein, die in Belgien ausgetragen wurde. Nachdem Österreich den Turnierfavoriten Isle of Man im Semifinale in überlegener Manier besiegt hatte, stieg die Mannschaft als Finalist und Vizeeuropameister Division 2 in die Division 1 auf.
Bei der European Championship Division 1 erreichte Österreich den 8. Platz. In der Gruppenphase dieses Turniers gelang dem österreichischen Wicket-Keeper Amar Naeem beim Spiel gegen Kroatien ein offizieller Twenty20-Weltrekord: Fünf Stumpings und ein Run Out in einem Innings. Darüber hinaus war er mit 100 Runs auch der überragende Batsman dieses Spiels.

#### 2012
Mit dem 8. Platz in der European Championship Division 1 qualifizierte sich Österreich für ein Qualifikationsturnier in Spanien (Club La Manga). Zur Vorbereitung auf dieses Qualifikationsturnier spielte Österreich mehrere Freundschaftsspiele in Seebarn:
| Datum         | Spielform                                          | Gegner      | Ergebnis                         |
| ------------- | -------------------------------------------------- | ----------- | -------------------------------- |
| 5. Mai 2012   | 50-Over Match                                      | Deutschland | Österreich gewinnt um 8 Wickets  |
| 6. Mai 2012   | 50-Over Match                                      | Deutschland | Deutschland gewinnt um 4 Wickets |
| 9. Juni 2012  | 50-Over Match (wegen Regen auf 46 Overs reduziert) | Schweiz     | Österreich gewinnt um 184 Runs   |
| 10. Juni 2012 | Twenty20                                           | Schweiz     | Österreich gewinnt um 7 Wickets  |

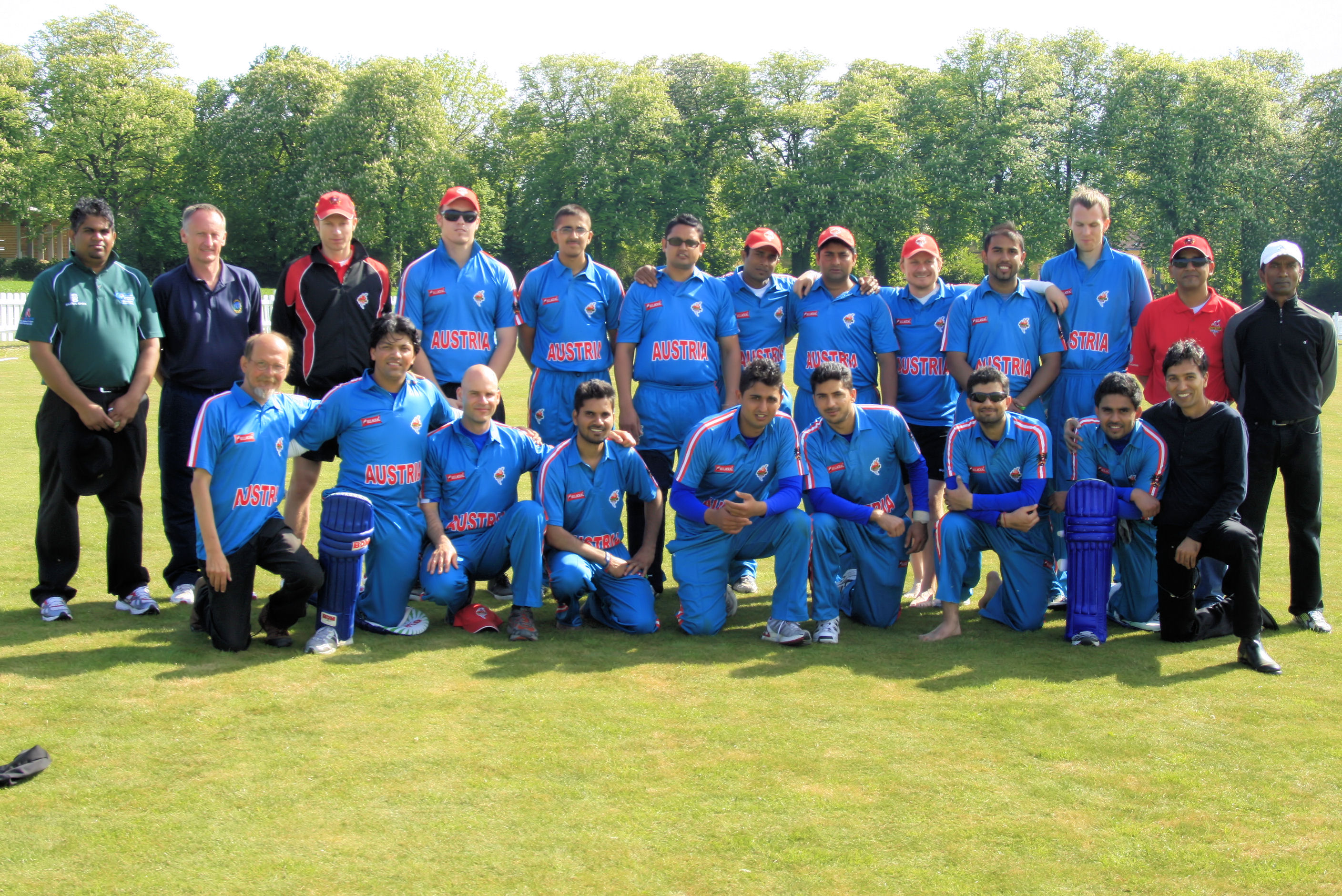
Österreichische Cricket-Nationalmannschaft in Seebarn

Beim Turnier in La Manga traf man im Juni 2012 auf Belgien, Frankreich und Gibraltar. Nach drei Niederlagen wurde dieses jedoch auf dem letzten Platz abgeschlossen. Belgien qualifizierte sich als Sieger für die World Cricket League Division 8.